# کاچکینچی
کاچکینچی (به لاتین: Kachkynchy) یک منطقهٔ مسکونی در قرقیزستان است که در استان جلال‌آباد واقع شده‌است. کاچکینچی ۳٬۸۴۹ نفر جمعیت دارد و ۸۸۹ متر بالاتر از سطح دریا واقع شده‌است.